# Gattorna
Gattorna (Gaturna in ligure) è un centro abitato d'Italia, frazione del comune di Moconesi.
Al censimento del 21 ottobre 2001 contava 691 abitanti.

## Geografia fisica
La località è situata a 182 metri sul livello del mare.